# Janusz Kondratiuk
Janusz Kondratiuk (Ak-Bulak, Szovjetunió, 1943. szeptember 19. – 2019. október 7.) lengyel filmrendező, forgatókönyvíró.

## Filmjei
- Wielki dzień (1964)
- Deszczowy spacer (1964)
- Szczęśliwy koniec (1965)
- Nie mówmy o tym więcej (1966)
- Gwiazdy w oczach (1967)
- Jak zdobyć pieniądze, kobietę i sławę (1970, tv-film, forgatókönyvíró is)
- Dziewczyny do wzięcia (1972, tv-film, forgatókönyvíró is)
- Niedziela Barabasza (1972, rövidfilm, forgatókönyvíró is)
- Pies (1973, rövidfilm, forgatókönyvíró is)
- Wniebowzięci (1973)
- Czy jest tu panna na wydaniu? (1977, forgatókönyvíró is)
- Mała sprawa (1980, rövidfilm)
- Carmilla (1980, tv-film, forgatókönyvíró is)
- Klakier (1983, forgatókönyvíró is)
- Glowy pelne gwiazd (1983)
- Jedenaste przykazanie (1988, tv-film, forgatókönyvíró is)
- Prywatne niebo (1989, tv-film)
- Głos (1992, tv-film, forgatókönyvíró is)
- Złote runo (1998)
- Noc świętego Mikołaja (2000, tv-film, forgatókönyvíró is)
- Faceci do wzięcia (2006)
- Milion dolarów (2011, forgatókönyvíró is)
- Jak pies z kotem (2018, forgatókönyvíró is)